# Troja (Film)
Troja ist ein englischsprachiger Historienfilm des deutschen Regisseurs Wolfgang Petersen aus dem Jahre 2004. Er basiert auf einem Drehbuch von David Benioff. Die Handlung ist durch Homers Ilias inspiriert. Sie weicht aber in zahlreichen Punkten bewusst ab und erzählt vom mythischen bronzezeitlichen Kampf der Griechen mit der Stadt Troja. So wurde die ursprüngliche Dauer des Krieges von zehn Jahren verdichtet und auf das aktive Mitwirken von Göttern verzichtet. Hauptrollen spielen Brad Pitt als Achilles und Eric Bana als Hektor; für Diane Kruger als Helena war der Film ihr Durchbruch.

## Handlung
König Agamemnon von Mykene hat die Griechen nach und nach unterworfen und zu einem losen Staatenbund vereinigt. Als er mit seiner Streitmacht Triopas’ Armee gegenübersteht, vereinbaren sie, dass jeder seinen besten Krieger schicken solle, so dass dieses Duell anstelle einer Schlacht über Sieg und Niederlage entscheiden soll.
Triopas schickt den Hünen Boagrius, Agamemnon schickt Achilles, den stärksten Krieger seiner Zeit. Achilles und Agamemnon hassen einander, und Achilles ordnet sich dem König nur widerwillig unter. Er besiegt Boagrius ohne große Mühe, und Triopas unterwirft sich Agamemnon. Ab jetzt gehört auch Thessalien zu Agamemnons Machtbereich.
Der trojanische Prinz Paris ist derweil als Mitglied einer Gesandtschaft unter der Führung seines Bruders Hektor zu Gast in Sparta. Während die Trojaner und Spartaner einen zurückliegenden Konflikt beilegen und einen Friedensvertrag aushandeln, verlieben sich Paris und Helena, die Frau des spartanischen Königs Menelaos, ineinander. Als die Trojaner abreisen, „entführt“ Paris Helena mit ihrem Einverständnis in seine Heimat. Hektor macht Paris schwere Vorwürfe, da er weiß, dass dieser unbedacht Krieg über seine Heimat gebracht hat, sieht sich aber außerstande, seinen Bruder zu opfern, und kehrt daher nicht um, sondern fährt weiter nach Troja. Der betrogene Menelaos bittet daraufhin seinen älteren Bruder Agamemnon um Hilfe. Dieser sieht in der Affäre einen günstigen Vorwand zur Eroberung des neidisch betrachteten, reichen Troja. Ein Sieg über Troja würde ihm die unangefochtene Herrschaft über die Ägäis sichern. So führt er die bis dahin größte Armee aller Zeiten nach Kleinasien. Achilles, der sich danach sehnt, unsterblichen Ruhm zu erlangen, schließt sich der Armee an, obwohl ihm seine Mutter Thetis prophezeit, dass er aus Troja nicht zurückkehren wird.
Dort hat der greise König Priamos Helena mittlerweile in seine Familie aufgenommen. Den aufziehenden Krieg mit den Griechen will er entgegen Hektors Rat annehmen, weil er Troja für stark genug hält und auf den Schutz der Götter vertraut.
Die Griechen erobern zunächst unter der Führung Achilles’ und dessen Myrmidonen die trojanische Küste. Dabei nimmt Achilles Briseis, Paris’ Cousine, gefangen und begegnet zum ersten Mal Hektor. Diesen lässt er kampflos zurück nach Troja entkommen, da er sich mit diesem auf dem Schlachtfeld messen will. Agamemnon, neidisch auf Achilles’ Ruhm unter seinen Kriegern, beansprucht die „Beute“ Briseis für sich. Der gedemütigte Achilles weigert sich daraufhin, weiter gegen die Trojaner zu kämpfen. Als die griechische Armee vor Trojas Mauer steht, fordert Menelaos Paris zu einem Zweikampf heraus. Paris droht dabei zu unterliegen und wird schließlich durch das Eingreifen seines älteren Bruders Hektor gerettet, der Menelaos tötet. Daraufhin befiehlt Agamemnon den Angriff auf Troja. Der Angriff der Griechen auf die Stadt scheitert an Hektor, dem es während der Schlacht zudem gelingt, Ajax zu bezwingen, den zweitgrößten Krieger Griechenlands. Zur Einsicht gezwungen, gibt Agamemnon Briseis an Achilles zurück, der aber weiterhin den Dienst verweigert.
In der Nacht werden die Griechen von den Trojanern überraschend in ihrem Lager angegriffen und können sich erst zu effektivem Widerstand versammeln, als ein vermeintlicher Achilles auftaucht, der die Myrmidonen anführt. Dabei handelt es sich jedoch um Achilles’ jungen und unerfahrenen Cousin Patroklos, der in Achilles’ Helm und Rüstung kämpft und im Zweikampf von Hektor getötet wird, der glaubt, Achilles vor sich zu haben. Erschüttert und wütend über diesen Verlust, zieht Achilles am nächsten Tag allein vor die Mauern Trojas und fordert Hektor zum Zweikampf heraus. Hektor erscheint und fordert das Versprechen, dass der Sieger dem Besiegten die Bestattungsrituale gewährt. Achilles, von Hass zerfressen, lehnt dieses ab. Unter den Augen der Trojaner und seiner Frau wird Hektor von Achilles getötet, woraufhin dieser Hektors Leiche hinter seinem Streitwagen her in das griechische Lager schleift. In der Nacht erscheint König Priamos bei Achilles und bittet ihn um die Leiche seines Sohnes. Bewegt von diesem Auftritt gibt Achilles des Königs Bitte statt, lässt zudem Briseis frei und gewährt einen Waffenstillstand von zwölf Tagen für die Bestattung Hektors.
Odysseus, Agamemnons klügster Gefolgsmann, ersinnt inzwischen eine List, um die als unüberwindlich erscheinenden Mauern der Trojaner zu überwinden. Er lässt ein riesiges Holzpferd bauen, in dem sich die stärksten Krieger der Griechen verbergen. Nachdem das griechische Heer scheinbar den Rückzug angetreten hat, finden die Trojaner das Pferd am verlassenen Strand. Paris trägt seine Zweifel daran offen vor und will das Pferd lieber sofort verbrennen, wird jedoch wie zuvor auch Hektor in seinen Bedenken durch seinen Vater und die Priester überstimmt. Die Trojaner bringen das Pferd als vermeintliches Götteropfer in ihre Stadt. Ein trojanischer Späher, der derweil die griechische Flotte in einer nahen Bucht entdeckt, wird getötet. In der Nacht klettern die Griechen aus dem Pferd, öffnen das Stadttor für ihr zurückgekehrtes Heer und massakrieren die Stadtbevölkerung. Hektors Witwe Andromache kann durch einen Geheimgang aus der Stadt unzählige Trojaner retten. Derweil macht sich Paris auf die Suche nach Briseis, gibt jedoch zuvor dem jungen Aeneas das Schwert Trojas. Er sagt ihm, dass solange dieses Schwert in den Händen eines Trojaners sei, sein Volk eine Zukunft habe. Agamemnon tötet im Palast heimtückisch König Priamos und versucht, Briseis’ habhaft zu werden, wird aber von dieser erstochen. Achilles, der ebenfalls Briseis sucht und sie dabei vor Agamemnons Leibwachen rettet, wird wiederum von Paris durch Pfeile getötet; der erste Pfeil durchbohrt seine Ferse. Der Sterbende nimmt Abschied von Briseis, bevor er seinen Wunden erliegt. Paris, Helena, Briseis, Andromache und weitere Trojaner können entkommen.
Nach der Schlacht wird Achilles von Odysseus und den anderen Griechen in Troja bestattet.

## Veröffentlichung
Die Weltpremiere fand am 9. Mai 2004 im „Kino am Potsdamer Platz“ in Berlin statt. Das Pferd wurde dort und später zur Premiere in Tokio aufgestellt. Der Film kostete 175 Millionen US-Dollar und spielte weltweit 497 Millionen US-Dollar ein.
Der Kinostart in Deutschland, Österreich und der Schweiz war am 13. Mai 2004.
Im deutschen Fernsehen war Troja erstmals am 1. April 2007 im ZDF zu sehen. Insgesamt sahen 6,80 Millionen Zuschauer die Erstausstrahlung (20,3 Prozent Marktanteil), in der werberelevanten Zielgruppe waren es 3,20 Millionen bei 23,3 Prozent Marktanteil. Im Anschluss wurde die Dokumentation Troja – Die wahre Geschichte gesendet.

## Hintergrund
- Gedreht wurde der Film ab dem 22. April 2003 auf Malta und in Mexiko. Auf Malta entstanden unter anderem Szenen zu Beginn des Films sowie das Innere von Troja. Die Stadt wurde aufwendig aus Steinblöcken errichtet, mit 13 Meter großen Statuen und mehr als 115 Säulen. Um am Ende ein brennendes Troja zu zeigen, kamen Holzgerüste, Anbauten, Marktstände und Markisen dazu.
- Die Schlachten und der lange Strand sollten zunächst in Marokko gedreht werden; aus Sicherheitsgründen verlegte man die Pläne nach Mexiko, auf die Halbinsel Niederkalifornien. Um die riesigen kargen Schlachtfelder zu schaffen, wurden in einem großen Landstück alle Büsche und Bäume entfernt und an eine andere Stelle verpflanzt sowie Schildkröten am Strand eingesammelt und versetzt.
- Die Stadtmauer von Troja wurde aufwendig in Mexiko erbaut – 150 Meter lang, 13 Meter hoch, 20 Meter im Bereich der Stadttore. An den Seiten wurde sie digital verlängert.
- Das Trojanische Pferd wurde ebenfalls gebaut und stammt nicht aus dem Computer. Als Inspiration dienten das Bild eines Gorillas, der aus Autoreifen bestand, und Planken eines verbrannten Schiffes. Es wurden mehrere Entwürfe gezeichnet und aus dem besten ein 30 Zentimeter großes Modell gebaut. Das fertige Pferd war 14 Meter hoch, bestand aus Styropor und wog 12 Tonnen. Es war zerlegbar, entstand in England und wurde für die Dreharbeiten nach Malta und später nach Mexiko für die Strandaufnahmen geflogen.
- Es gab nur zwei reale Schiffe; die anderen stammen aus dem Computer.
- Der Kampf zwischen Brad Pitt und Eric Bana sollte als Letztes gedreht werden. Allerdings wurden gegen Ende der Dreharbeiten große Teile der Stadtmauer durch einen Orkan zerstört. Und Brad Pitt, der Achilles spielt, verletzte sich während des Drehs des zu Beginn des Films zu sehenden kurzen Kampfes gegen Boagrius ironischerweise an der Ferse. Der Wiederaufbau der Mauer und Pitts Genesung verzögerten die Dreharbeiten um Monate. Die Choreographie des Kampfes entstand über Monate. Inspiration waren thailändische Kämpfe und die Bewegungen beim Speed Skating. Der Kampf wurde wochenlang von Bana und Pitt trainiert und ohne Stunt-Doubles gedreht.
- Eric Bana hatte keine Erfahrung mit Pferden und lernte über Monate vor dem Drehbeginn das Reiten.
- Als kämpfende Statisten wurden 300 Bulgaren und 500 Mexikaner eingesetzt. Sie wurden drei Wochen für die Schlachten vorbereitet; zunächst ohne Waffen. Auch das Marschieren wurde geübt. Die Anweisungen der Koordinatoren wurden durch Dolmetscher in ihre Landessprache übersetzt. Erst danach wurden sie auf das Set gebracht, um den Ablauf zu trainieren.
- Die im Kampf verwendeten Schwerter bestanden aus Gummi; die Pfeile aus Papier wurden mit Luftkanonen abgeschossen.
- Die brennenden Feuerbälle rollten tatsächlich an den Statisten vorbei.

## Director’s Cut
Die ursprünglich von Wolfgang Petersen favorisierte 200-Minuten-Fassung des Films hätte nicht die angestrebte Altersfreigabe ab 12 Jahren erhalten, da einige Kampfszenen zu brutal und ein paar Blicke auf Brad Pitts entblößten Körper zu freizügig waren. Daher wurde der Film um eine gute halbe Stunde gekürzt. Am 17. Februar 2007 feierte im Rahmen der Berlinale schließlich doch noch der Director’s Cut von Troja Premiere. Für die Neubearbeitung wurde Petersen laut dem Branchenmagazin Variety über eine Mio. US-Dollar zur Verfügung gestellt. Dies und die Tatsache, dass Petersen drei Monate mit bis zu 40 Mitarbeitern an dem Projekt arbeitete, macht den Director’s Cut zu einem der aufwendigsten überhaupt. Der deutsche Regisseur fügte u. a. neues Filmmaterial hinzu und veränderte die Erzählstruktur und den Rhythmus des Films. Die Neufassung kam am 19. April 2007 noch einmal in die größeren deutschen Kinos und wurde am 14. September 2007 auch auf DVD veröffentlicht.

## Historische Bezüge

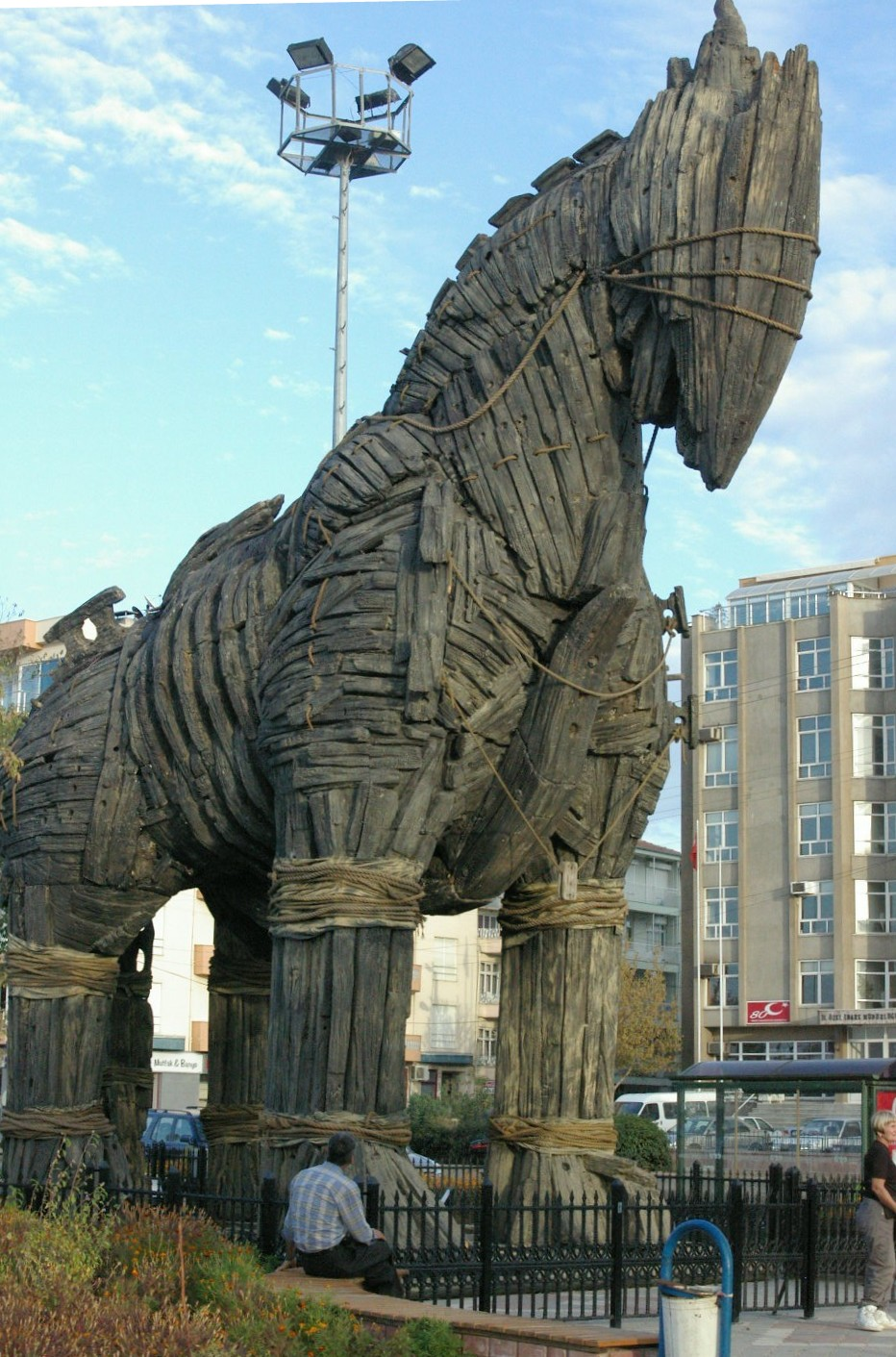
Trojanisches Pferd, Requisite des Films Troja, Çanakkale, Türkei

Der Film weicht in vielen Punkten von der homerischen Version der Geschichte ab und bietet eine eigenständige Erzählung. So lässt die Ilias den Trojanischen Krieg zehn Jahre lang andauern, in Petersens Film dauern die Kampfhandlungen aber nur wenige Wochen. Es wird jedoch auf vorherige Kämpfe hingedeutet, die ähnlich lange dauerten und allesamt zu Gunsten Trojas ausfielen. Nicht nur die Zeit, sondern auch die Handlung wurde im Vergleich zur Vorlage reduziert. Einige Helden wie Diomedes, Ajax der Kleine, Philoktetes und Neoptolemos sowie die trojanischen Alliierten Penthesilea und Memnon kommen im Film nicht vor. Ebenfalls wird auf die Darstellung von Göttern und auch allem anderen Übernatürlichem komplett verzichtet; die Handlung wird säkularisiert, um den Menschen mit seinem Streben nach Macht, Ruhm und Liebe zum eigentlichen Motor der Handlung zu machen. Zu den ausgelassenen Szenen gehören mehrere wichtige Elemente der Sagenhandlung: das Urteil des Paris, der damit erst den Raub Helenas und den Zwist der olympischen Götter beschworen hat; die Prophezeiung der Kassandra bezüglich Trojas Untergang; der Tod des trojanischen Priesters Laokoon, der seinen Landsleuten rät, das hölzerne Pferd nicht in die Stadt zu bringen. Dieser Rat erfolgt auch im Film, allerdings durch Paris.
Achilles wird nicht als Halbgott dargestellt, sondern als starker Krieger, der jedoch nicht unverwundbar ist. Seine Mutter Thetis ist im Film eine gealterte und damit sterbliche Frau. In der Sage hat Achilles einen Sohn namens Neoptolemos, der eine Rolle beim Sieg der Griechen spielt, während sich Achilles im Film gegen die Gründung einer Familie und für den Krieg entscheidet. Er stirbt in der Vorlage bereits vor der List mit dem trojanischen Pferd, im Film erst bei der Erstürmung der Stadt. Dabei wird der Ursprung für den Mythos der Achillesferse gedeutet: Achilles, der von mehreren Pfeilen getroffen worden ist, zieht diese aus seinem Körper bis auf einen Pfeil, der sich in seine Ferse gebohrt hat, weshalb die Griechen diesen für tödlich halten.
Patroklos ist wie in der Sage Achilles’ Vetter, wobei auf eine Liebesbeziehung zwischen den beiden, wie sie bei einigen späteren antiken Autoren erscheint, verzichtet wird. Im Film ist Patroklos deutlich jünger als sein Verwandter und wird als Achilles’ Mündel von diesem im Kriegshandwerk ausgebildet. Im deutlichen Gegensatz zur Vorlage kämpft Patroklos ohne Wissen des Achilles in dessen Rüstung, während er in der Ilias die Erlaubnis für diesen Bluff erhält. Agamemnon überlebt den Trojanischen Krieg in der Ilias und wird erst nach seiner Rückkehr nach Mykene von seiner Ehefrau Klytaimnestra ermordet. Der Film passt sich diesem allerdings teilweise an, da Agamemnon auch hier durch die Hand einer Frau (Briseis) fällt, wenn auch aus ganz anderen Gründen. Menelaos wird im Film durch Hektor getötet, der seinen Bruder Paris beschützen will. In der Sage überlebt er hingegen den Krieg und kehrt mit seiner Frau Helena zurück nach Sparta. Ajax der Große kommt als Figur im Film vor, hat aber nur wenige Szenen. Der Streit mit Odysseus um die Rüstung des Achilles und der anschließende Selbstmord des Ajax, den die Götter zuvor mit Wahnsinn geschlagen und erniedrigt hatten, werden nicht thematisiert. Stattdessen wird er wie Menelaos von Hektor getötet.
Priamos wird bei Vergil von Neoptolemos vor dem Altar des Zeus geköpft, im Film wird er von Agamemnon hinterrücks erstochen. Paris überlebt im Film allem Anschein nach, während er in der Sage durch einen Pfeil des Philoktetes stirbt. Der Trojaner Aeneas tritt im Film nicht als Priamos’ Schwiegersohn, sondern als einfacher junger Mann auf. Allerdings wird wie in der Vorlage Aeneas’ Bedeutung für das ideelle Fortleben Trojas angedeutet, als Paris ihm das Schwert Trojas überreicht.

## Synchronisation
Die deutsche Synchronisation entstand nach einem Dialogbuch und der Dialogregie von Andreas Fröhlich im Auftrag der FFS Film- & Fernseh-Synchron GmbH in Berlin.
Brad Pitts Stammsprecher Tobias Meister hatte bereits die Rolle des Achilles fertig synchronisiert. Regisseur Wolfgang Petersen wünschte sich jedoch für den Krieger eine kräftigere deutsche Stimme und entschied sich für Martin Keßler. Im Trailer blieb die Stimme von Tobias Meister.
| Figur            | Darsteller      | Deutscher Sprecher   |
| ---------------- | --------------- | -------------------- |
| Achilles         | Brad Pitt       | Martin Keßler        |
| Prinz Hektor     | Eric Bana       | Erich Räuker         |
| König Agamemnon  | Brian Cox       | Otto Mellies         |
| Prinz Paris      | Orlando Bloom   | Philipp Moog         |
| König Odysseus   | Sean Bean       | Torsten Michaelis    |
| Briseis          | Rose Byrne      | Ghada Al-Akel        |
| König Priamos    | Peter O’Toole   | Horst Schön          |
| Helena von Troja | Diane Kruger    | Diane Kruger         |
| König Menelaos   | Brendan Gleeson | Roland Hemmo         |
| Patroklos        | Garrett Hedlund | Matthias Deutelmoser |
| Eudorus          | Vincent Regan   | Bernd Schramm        |
| Nestor           | John Shrapnel   | Friedhelm Ptok       |
| Glaukus          | James Cosmo     | Horst Lampe          |
| Andromache       | Saffron Burrows | Bettina Weiß         |
| Ajax             | Tyler Mane      | Jan Spitzer          |
| Archeptolemus    | Nigel Terry     | Wolfgang Condrus     |
| Thetis           | Julie Christie  | Karin Buchholz       |
| König Triopas    | Julian Glover   | Klaus Sonnenschein   |
| Velior           | Trevor Eve      | Bernd Rumpf          |
| Lysander         | Owain Yeoman    | Bernd Vollbrecht     |
| Hippasus         | Ken Bones       | Klaus Sonnenschein   |

## Rezeption
Troja erhielt ein verhaltenes Presseecho, was sich auch in den Auswertungen US-amerikanischer Aggregatoren widerspiegelt. So erfasst Rotten Tomatoes ähnlich viele wohlwollende wie kritische Besprechungen und ordnet den Film dementsprechend als „Gammelig“ ein. Laut Metacritic fallen die Bewertungen im Mittel „Durchwachsen oder Durchschnittlich“ aus. Es folgen einige repräsentative Pressestimmen:

„Aufwendiges Abenteuer- und Kriegsspektakel nach Homers Ilias, das die mythologische Götterwelt außen vor lässt und dafür Bezüge zur aktuellen Weltpolitik beansprucht.“

„Wolfgang Petersen hatte zweihundert Millionen Dollar zu Verfügung und einen Weltstar, das verpflichtet. Die Geschichte sei, so sagt der Abspann, inspiriert von Homer und seiner Ilias, indessen, die Geschichte, so wie Petersen sie erzählt, scheint merkwürdig uninspiriert.“

Des Weiteren wurde der Film bei den folgenden Auszeichnungen berücksichtigt:
- Der Film war 2005 bei den Oscars für das Beste Kostüm (Bob Ringwood) nominiert, ging aber leer aus.
- 2005 American Society of Composers, Authors and Publishers Film and Television Music Awards: James Horner für den Top Box Office Film
- 2005 Japanese Academy Preis Nominiert – Bester ausländischer Film
- 2005 MTV Movie Awards
  - Nominiert –  Bester Kampf – Brad Pitt & Eric Bana
  - Nominiert –  Bester männlicher Schauspieler – Brad Pitt
- 2005 Motion Picture Sound Editors (Golden Reel Award) Nominiert – Bester Ton – Wylie Statesman, Martin Cantwell, James Boyle, Harry Barnes, Paul Conway, Alex Joseph, Matthew Grime, Steve Schwalbe, Howard Halsall, Sue Lenny, Simon Price & Nigel Stone
- 2005 Teen Choice Awards
  - Bester Actionstar – Brad Pitt
  - Nominiert –  Bester Actionstar – Orlando Bloom
  - Nominiert –  Bester männlicher Newcomer – Garrett Hedlund
  - Nominiert –  Bester Actionfilm
  - Nominiert –  Beste Actionszene